# Tananas
Tananas est un groupe musical sud-africain, actif entre 1987 et 1993. 

## Histoire
Le groupe est formé en 1987 par Gito Baloi, Ian Herman et Steve Newman, et en pleine activité jusqu'à 1993. Leur premier travail s’est fait sous label indépendant Shifty Records, puis ils ont enregistré sept autres disques, dont deux avec Sony. Leur musique est influencée par le jazz, la salsa et le mbaqanga.
Ils ont travaillé avec de nombreux artistes internationaux comme Paul Simon, Sting ou encore George Duke, et aussi chanté avec Bonnie Raitt, Suzanne Vega et Youssou N'Dour.
Officiellement, ils arrêtent de se produire en 1993, mais continuent à se rencontrer occasionnellement pour jouer ensemble jusqu’en 2004, année de la mort de Gito Baloi.

## Membres
- Steve Newman - guitare
- Gito Baloi - guitare basse, voix
- Ian Herman - batterie, percussion

## Discographie
- 1988 : Tananas
- 1990 : Spiral
- 1994 : Orchestra Mundo
- 1994 : Time
- 1996 : Unamunacua
- 1997 : The Collection
- 1999 : Seed
- 2001 : Alive in Jo'burg